# 1998년 쌍방울 레이더스 시즌
1998년 쌍방울 레이더스 시즌은 쌍방울 레이더스가 KBO 리그에 참가한 8번째 시즌이며, 김성근 감독이 팀을 이끈 3번째 시즌인데 1995년 10월 19일부터 3년 계약으로 취임했으나   첫 해부터 팀을 2년 연속 포스트시즌에 진출시킨 공로를 인정받았고 이 때문에 3년 계약 종료 후  1998년 10월 23일부터 2년 재계약했다.
하지만, IMF 사태 여파로 모기업이 재정난에 시달리면서 구단이 '선수 팔기'라는 극단적 선택을 하게 되어 팀 주축 선수였던 박경완(1997년 11월 15일 현대 이적) 박성기 (1998년 6월 5일 롯데- 1999년 4월 16일 한화 이적) 조규제 (1998년 7월 31일 현대 이적) 김실 (1998년 7월 31일 OB 이적)등이 타 팀으로 떠나 전력이 크게 약화되었으며 이로 인해 제주도에서 전지훈련을 하여 팀은 8팀 중 6위에 그쳐 포스트 시즌 진출에 실패했고 이 과정에서 이용일 구단주대행이 시즌 후 사의를 표했다.

## 타이틀
- 방콕 아시안 게임 금메달: 김원형
- 매직글러브: 조원우 (중견수)
- 올스타전 추천선수: 김원형, 김기덕, 김기태, 조원우, 김실
- 컴투스프로야구 레전드 카드: 조원우, 김원형
- 컴투스프로야구 SSG 랜더스 베스트 라인업: 김원형 (4선발)
- 컴투스프로야구 나때는 말이야 라인업: 김원형 (마무리투수)
- 컴투스프로야구 선정 돌격대의 추억 라인업: 김원형
- 컴투스프로야구 선정 감독들의 현역시절 라인업: 조원우
- 출장(투수): 오상민 (76)
- 출장(타자): 김실 (127)[5]
- 볼넷: 김기태 (104)
- 희생타: 최태원 (20)
- OPS: 김기태 (1.046)
- 공격 WAR: 김기태 (8.61)

## 선수단
- 선발투수 : 성영재, 박성기, 박주언, 오봉옥, 박진석
- 구원투수 : 김현욱, 박정현, 임창식, 고형욱, 윤형배, 가내영, 조규제, 나성열, 김경진, 박창현, 고승환, 오상민, 정수찬, 최정환
- 마무리투수 : 김원형, 김기덕, 김유진, 박상근, 유현승
- 포수 : 장재중, 김성현, 박현영, 정원배
- 1루수 : 김기태[6], 박철우
- 2루수 : 최태원, 이근엽, 박계원, 박경호
- 유격수 : 김호
- 3루수 : 김성래, 이봉우
- 좌익수 : 김실, 강영수
- 중견수 : 조원우
- 우익수 : 심성보, 박상현, 윤재국
- 지명타자 : 이동수, 김현민, 강민규, 김상호, 구한성, 윤석권, 이상호, 김훈, 오충원

## 여담
- 김기태는 연봉 1억 100만원으로 구단 사상 최고 연봉 기록을 세웠다.
- 구단은 자금난으로 인해 외국인 선수 드래프트에 참여하지 않아 외국인 선수 없이 시즌을 치렀다. 팀에 외국인 선수 보유가 전면 허용된 1998시즌부터 지금까지 외국인 선수를 한 명도 영입하지 않은 것은 이 시즌의 쌍방울 레이더스가 유일하다.
- 나성열은 수비 무관 평균자책점 -4.19로 KBO 리그 역대 단일 시즌 최저 기록을 세웠다.
- 나성열은 2경기 0.2이닝 2탈삼진으로 KBO 리그 사상 최초로 9이닝 당 탈삼진 27개를 기록했다.
- 김기태는 WAR 7.27, 공격WAR 8.61, 31홈런, 263루타, 장타 63개로 구단 사상 최고 WAR, 최고 공격WAR, 최다 홈런, 최다 루타, 최다 장타 기록을 달성했다. 또한 KBO 리그 사상 최초로 통산 고의4구 100개를 달성했다.
- 조원우는 149안타 15병살타로 구단 사상 단일 시즌 최다 안타, 병살타 기록을 세웠다. 그리고 호타준족 지수 15.77로 구단 사상 최고 기록을 세웠다.
- 오상민은 후반기 44경기에 등판하여 KBO 리그 단일 시즌 후반기 최다 기록을 세웠다.
- 오상민은 76경기에 등판했고 이 중 72번은 구원등판하여 구단 사상 단일 시즌 최다 등판, 구원등판 기록을 세웠다.
- 김원형과 오봉옥은 각각 11번의 폭투를 범해 구단 사상 단일 시즌 최다 폭투 기록을 세웠다.
- 박주언은 피출루율 1.000으로 구단 사상 단일 시즌 최고 기록을 세웠으며, 선발 등판 시 평균자책점이 99.99였다.
- 나성열과 박주언은 피BABIP 1.000으로 구단 사상 단일 시즌 최고 기록을 세웠다.
- 최태원은 구단 사상 2번째로 구단 통산 3000타석을 달성했다.
- 김원형은 구단 사상 처음이자 유일하게 구단 통산 1000이닝을 달성한 선수가 되었다.
- 김실은 이 시즌 월요일 경기에 27번 출전하여 KBO 리그 역대 단일 시즌 월요일 경기 최다 기록을 세웠다.
- 심성보는 이 시즌 월요일 경기에서 3루타 3개를 쳐 KBO 리그 역대 단일 시즌 월요일 경기 최다 기록을 세웠다.
- 김기태는 이 시즌 월요일 경기 21볼넷으로 KBO 리그 역대 단일 시즌 월요일 경기 최다 기록을 세웠다.
- 김기태는 이 시즌을 끝으로 삼성 라이온즈로 이적하여 쌍방울 레이더스 사상 통산 최고 WAR(40.94) 기록을 세웠다.
- 이진영은 10월 8일 신인드래프트 1차 지명으로 입단하여 팀의 마지막 신인 선수가 되었다.
- 제이크 비아노는 외국인 선수 드래프트에서 1라운드에 지명되어 쌍방울 레이더스 역대 최초의 외국인 선수가 되었다. 2라운드에 지명된 마이클 앤더슨은 구단 역사상 마지막으로 드래프트를 통해 영입한 외국인 선수이며, 5라운드에 지명되었으나 입단하지 않은 매쿼니프는 구단 역사상 마지막으로 드래프트로 지명한 외국인 선수다.
- 팀은 시범경기에서 한 경기도 이기지 못했다.
- 1999 신인드래프트에서 구단 사상 마지막 고졸우선지명으로 최경철을 지명했으나 최경철은 대학 진학 후 입단을 택했다. 그러나 그 사이 팀이 해체되어 최경철은 이후 SK 와이번스에 입단하게 된다.